# Santiago de Azoca
Santiago de Azoca o Azócar Zumeta (Azcoitia, Guipúzcoa, 1514-Santiago de Chile, 3 de abril de 1589) fue un conquistador español del siglo XVI, vecino fundador de Santiago de Chile, encomendero y genearca de su familia en ese país.

## Primeros años
Nacido en Azcoitia, era hijo de Juan López de Azoca, Señor de las casas de su familia en Azcoitia y de las de Algarian y Domensa de Bruelaesquín y Zumeta (llamada también Domensa Zumeta, quien era hija de Ochoa Pérez de Bruelaesquín, Señor de la casa de Bruelaesquín en Azoitia, y María Sánchez de Zumeta).

## Carrera militar
Llegado en 1534 al Perú le tocó participar en la defensa de Lima durante el sitio de Manco Inca en agosto de 1536, y en seguida en la persecución de las correrías que hicieron los capitanes Barbarán y Montenegro en algunas regiones del Perú. Pasó junto Illán Suárez de Carbajal a la pacificación de Tarija, luego a Huamanga, Andahuaylas y Cusco, en esta ciudad se alistó con Pedro de Candía para socorrer a Pedro de Anzúrez en Chuquisaca. Desde aquí salió a reunirse con Diego de Rojas participando en la expedición a los indios chiriguanos sin mucho éxito. Una vez disuelta esta expedición se entera de la expedición que Pedro de Valdivia comenzó hacia Chile, partiendo a su encuentro junto a Francisco de Villagra, Rodrigo de Quiroga, Juan de Bohón, Juan Jufré, Gerónimo de Alderete, Juan Fernández de Alderete y el capellán Rodrigo González de Marmolejo. En 1540 en San Lorenzo de Tarapacá se reúnen con la expedición de Valdivia.
Participó en las diversas campañas militares emprendidas contra los araucanos hasta la muerte de Valdivia, luego acompañó al gobernador García Hurtado de Mendoza en la guerra de Arauco.

## Servicios y distinciones
Participó de la fundación de Santiago de Chile el 12 de febrero de 1541 siendo vecino fundador con solar. Fue su procurador en 1554, regidor en 1556, 1566, 1567, 1579. Además fue Alcalde de Santiago en 1563 y nuevamente entre enero de 1573 y enero de 1574, junto a Alonso Álvarez Berríos.
Con fecha 21 de enero de 1576 obtuvo de Felipe II la siguiente Real Cédula Real:

«El Rey.- 
Rodrigo de Quiroga, nuestro gobernador y capitán general de las provincias de Chile, y en vuestra ausencia á la persona ó personas á cuyo cargo fuese el gobierno de esa tierra. Por parte de Santiago de Azoca, residente en esa tierra, nos ha sido fecha relación que podría haber cuarenta años pasó de estos reinos á las provincias del Perú, y después de habernos servido en ellas en el cerco que pusieron los naturales en la ciudad de los Reyes, en la de Guamanga y en el Cuzco y en el descubrimiento de los Chunchos y otras partes, dejándolo pacífico, pasó al descubrimiento de esas provincias en compañía del gobernador don Pedro de Valdivia, podrá haber treinta cinco años, y desde entonces ha residido en ellas sirviéndonos en las ocasiones de guerra que se han tenido con los naturales, acudiendo á orden y mandado de los que han gobernado, y siempre á su costa y con sus armas y caballos, sin habernos deservido en cosa alguna, en todo lo cual había padecido grandes trabajos y necesidades y gastado en ello su juventud y facienda, y así estaba viejo y pobre, y que en gratificación de los dichos sus servicios el dotor Bravo de Saravia, nuestro presidente que fue de nuestra Audiencia Real que residía en esa tierra, le señaló en la caja real de ella mil pesos de buen oro en cada un año, conque llevase confirmación y aprobación nuestra, como de todo dijo constaba y parecía por un testimonio de que ante Nos en nuestro Consejo de las Indias fue fecha presentación, suplicándonos, atento á ello, le mandásemos dar la dicha confirmación, y porque esta no ha habido lugar de se la mandar dar, ni se pudo hacer en nuestra caja la dicha libranza, y así es nuestra voluntad que en otra cosa sea gratificado, os mandamos que en los indios vacos que en esa tierra hobiese ó primeros que vacaren le gratifiquéis y déis de comer al dicho Santiago de Azoca, conforme á la calidad y habilidad de su persona en que nos pueda servir y ser honrado y aprovechado, y en lo demás que se ofreciese le ayudéis é favorezcáis.
Fecha en Madrid a 21 de Enero de mil y quinientos y setenta y seis años. 
-Yo el Rey-

Por mandado de Su Majestad. Antonio de Eraso.

## Últimos años
Gracias a su destacada participación en las guerras de Arauco recibió encomienda en Pelvín y Rauco, dueño de casas principales frente al costado de la iglesia de Santo Domingo, fundador de una memoria de misas en la Iglesia de Santa María la Real de Azcoitia designando capellán al Cabildo de Sevilla, testó el 15 de marzo de 1589 fue sepultado en su capilla de la Iglesia Catedral de Santiago.

## Descendencia
Había casado con doña Juana Rodríguez Ortiz de Cervantes, hija de Francisco Rodríguez y Ortiz y Catalina González Caballero, quienes pasaron a Chile en 1555 junto a doña Marina Ortiz de Gaete, como familiares de Pedro de Valdivia. Tuvo 9 hijos, 5 junto a su esposa y otros 4 en formal extramarital:
1. Juan de Azoca, El Mozo, (* Santiago de Chile 1560 - † Santiago de Chile  1626), Capitán, heredero de la casa de Azocaechea, Señor de un mayorazgo de 500 ducados impuesto por su tío el Canónigo Juan Sánchez de Zumeta en Sevilla; casado con Isabel de Landa Buitrón.
2. Diego López de Azóca (* Santiago de Chile, 1561 - † 3 de enero de 1643). ; Canónigo de la Iglesia de Imperial en 1599, Canónonigo de la Catedral de Santiago en 1603; Chantre de la Catedral de Santiago en 1611. Provincial del Obispado 1641.
3. María Magdalena de Azoca, casada con Pedro Gómez Pardo, hijo de Pedro Gómez de Don Benito, ancestros de Tomás Godoy Cruz, y el Che Guevara.
4. Antonio de Azoca, Contador de la Real Hacienda, casado con Isabel Guajardo Gómez. Sin sucesión.
5. Isabel de Azoca, casada con Álvaro de Quiroga y Gamboa, sobrino de Rodrigo de Quiroga.
6. Juan de Azoca, hijo mestizo nacido en Perú.
7. Santiago de Azoca, hijo mestizo nacido en Perú, Encomendero y vecino de Santiago.
8. Antonio de Azoca, hijo natural.
9. Pedro de Azoca, hijo natural.